# Jerome Cady
Pour les articles homonymes, voir Cady.
Jerome "Jerry" Cady est un scénariste américain né le 15 août 1903 dans le Comté de Cabell (Virginie-Occidentale) et mort le 7 novembre 1948 à Avalon (Californie).

## Filmographie
- 1937 : Charlie Chan à Broadway (Charlie Chan on Broadway) d'Eugene Forde
- 1937 : Le Serment de M. Moto (Thank You, Mr. Moto) de Norman Foster
- 1937 : The Great Hospital Mystery de James Tinling
- 1938 : Charlie Chan at Monte Carlo d'Eugene Forde
- 1938 : Monsieur Moto sur le ring (Mr. Moto's Gamble) de James Tinling
- 1938 : Island in the Sky (en)) de Herbert I. Leeds
- 1938 : One Wild Night d'Eugene Forde
- 1938 : Time Out for Murder de H. Bruce Humberstone
- 1939 : Winner Take All (en) d'Otto Brower
- 1939 : Full Confession (en) de John Farrow
- 1939 : Quels seront les cinq ? (Five Came Back) de John Farrow
- 1939 : The Arizona Wildcat de Herbert I. Leeds
- 1939 : Inside Story de Ricardo Cortez
- 1939 : Sued for Libel (en) de Leslie Goodwins et Doran Cox
- 1939 : Two Thoroughbreds (en) de Jack Hively
- 1940 : Anne of Windy Poplars de Jack Hively
- 1940 : The Marines Fly High (en) de George Nichols Jr. et Benjamin Stoloff
- 1940 : You Can't Fool Your Wife (en) de Ray McCarey
- 1940 : Millionaires in Prison (en) de Ray McCarey
- 1940 : Cross-Country Romance (en) de Frank Woodruff
- 1940 : Laddie de Jack Hively
- 1941 : The Mexican Spitfire's Baby (en) de Leslie Goodwins
- 1941 : Play Girl de Frank Woodruff
- 1941 : Repent at Leisure (en) de Frank Woodruff
- 1941 : The Saint in Palm Springs de Jack Hively
- 1941 : Idylle en Argentine (They Met in Argentina) de Leslie Goodwins et Jack Hively
- 1942 : Mexican Spitfire at Sea (en) de Leslie Goodwins
- 1942 : Obliging Young Lady de Richard Wallace
- 1942 : Private Buckaroo d'Edward F. Cline
- 1942 : What's Cookin'? d'Edward F. Cline
- 1943 : Guadalcanal (Guadalcanal Diary) de Lewis Seiler
- 1943 : Silver Skates de Leslie Goodwins
- 1944 : Roger Touhy, Gangster (en) de Robert Florey
- 1944 : Prisonniers de Satan (The Purple Heart) de Lewis Milestone
- 1944 : Le Porte-avions X (Wing and a Prayer) de Henry Hathaway
- 1945 : Man Alive (en) de Ray Enright
- 1945 : Capitaine Eddie (Captain Eddie) de Lloyd Bacon
- 1947 : Tonnerre dans la vallée (Thunder in the Valley) de Louis King
- 1947 : Ambre (Forever Amber) d'Otto Preminger
- 1948 : Los que volvieron (en) d'Alejandro Galindo
- 1948 : Appelez nord 777 (Call Northside 777) de Henry Hathaway
- 1949 : Sand (en) de Louis King
- 1951 : L'Implacable (Cry Danger) de Robert Parrish

## Nominations
- Oscars du cinéma 1945 : Nomination pour l'Oscar du meilleur scénario original pour Le Porte-avions X